# Le crime ne paie pas (court métrage)
Pour les articles homonymes, voir Le crime ne paie pas.
Pour plus de détails, voir Fiche technique et Distribution.
Le crime ne paie pas ou Le crime de Donald au Québec (Donald's Crime) est un court-métrage d'animation américain des studios Disney avec Donald Duck, sorti en 1945.

## Synopsis
Donald a rendez-vous avec Daisy mais il n'a plus un sou vaillant. C'est alors qu'il voit la tirelire de ses neveux.

## Fiche technique
- Titre original : Donald's Crime
- Titre français : Le crime ne paie pas
- Série : Donald Duck
- Réalisation : Jack King
- Scénario  : Ralph Wright
- Layout : Ernie Nordli
- Décors : Merle Cox
- Animation : Paul Allen, Joshua Meador, Harvey Toombs et Don Towsley
- Effets d'animation :
- Musique :   Edward H. Plumb
- Production : Walt Disney
- Société de production : Walt Disney Productions
- Société de distribution : RKO Radio Pictures
- Format :  Couleur (Technicolor) - 35 mm - 1,37:1 - Son mono (RCA Photophone)
- Durée :  8 min
- Langue :  Anglais
- Pays de production :  États-Unis
- Dates de  sortie : États-Unis : 29 juin 1945

## Voix  originales
- Clarence Nash : Donald Duck et ses neveux
- Ruth Clifford : Daisy Duck
- Harry E. Lang : le narrateur

## Voix françaises
- Sylvain Caruso : Donald Duck et ses neveux
- Régine Teyssot : Daisy Duck
- ??? : le narrateur

## Titre en  différentes langues
D'après IMDb :
- Allemagne : Donalds Verbrechen
- Suède : Kalle Anka och spargrisen ; Kalles hemska brott